# Oxyceros penangianus
Oxyceros penangianus är en måreväxtart som först beskrevs av George King och James Sykes Gamble, och fick sitt nu gällande namn av Deva D. Tirvengadum. Oxyceros penangianus ingår i släktet Oxyceros och familjen måreväxter. Inga underarter finns listade i Catalogue of Life.